# Ароморфоз

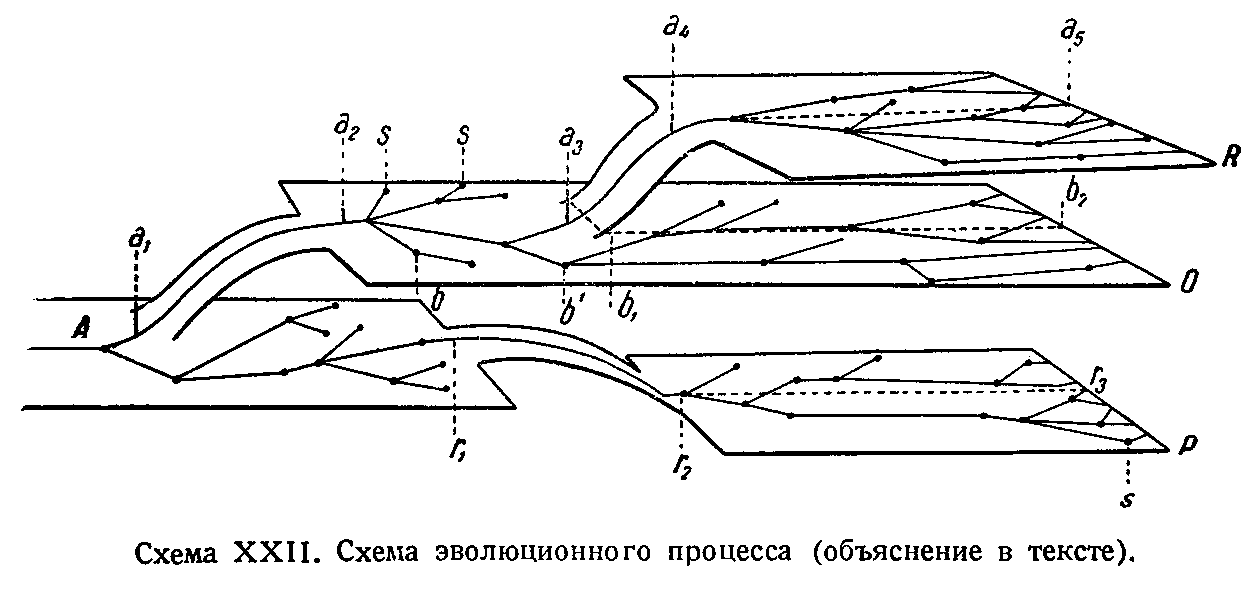
Загальна схема біологічного прогресу (за Сєверцовим): ароморфози (a) зображені як переходи на вищий рівень (R, O), ідіоадаптації (b) — у вигляді відгалужень на одному рівні, загальна дегенерація — як перехід на нижчий рівень (P)

Ароморфоз (морфофізіологічний прогрес) — один із шляхів біологічного прогресу, що полягає у значному ускладненні будови організмів та підвищенні загального рівня їхньої організації. Термін запропонований Олексієм Сєверцовим.
Прикладом ароморфозу може бути підвищення рівня організації ссавців у порівнянні з рептиліями: наприклад поява чотирикамерного серця, збільшення функціональних можливостей мозку, розвиток потових залоз і їх похідних та інших прогресивних рис. Інший приклад — утворення квітки у покритонасінних призвело до розвитку запилення за участі комах тощо.
Ароморфоз дає змогу розширити свої адаптаційні можливості за допомогою ідіоадаптацій.